# 芬澤爾 (馬里蘭州)
芬澤爾（英語：Finzel）是位於美國馬里蘭州加勒特縣的一個普查規定居民點。

## 人口
根據2020年美國人口普查的數據，芬澤爾的面積為10.20平方千米，當中陸地面積為10.20平方千米，而水域面積為0.00平方千米。當地共有人口495人，而人口密度為每平方千米48.53人。